# 小行星132445
小行星132445（132445 Gaertner）是一颗绕太阳运转的小行星，为主小行星带小行星。该小行星于2002年4月发现。
該小行星以德國工匠、商人、業餘天文學家克里斯蒂安·蓋特納命名。

## 轨道参数
小行星132445的轨道半长轴为346 800 730 km（2.3181867 UA），离心率为0.225。